# Narasapur
Narasapur är en ort i Indien.   Den ligger i distriktet East Godāvari och delstaten Andhra Pradesh, i den södra delen av landet, 1 400 km söder om huvudstaden New Delhi. Narasapur ligger 15 meter över havet och antalet invånare är 59 306.
Terrängen runt Narasapur är mycket platt. Runt Narasapur är det tätbefolkat, med 459 invånare per kvadratkilometer. Narasapur är det största samhället i trakten. Trakten runt Narasapur består huvudsakligen av våtmarker.